# Хор на Турецки
Хор на Турецки (на руски: Хор Турецкого) е руска музикална група, чийто основател и ръководител е народният артист на Русия Михаил Турецки. Концепцията на екипа е полифония, жив звук и взаимодействие с публиката. Диапазонът на солистите на художествената група достига 4,5 октави – от най-ниското – басо профундо до най-високото – мъжко сопрано. Екипът има много широк репертоар – световна класика, рок, опера, джаз, народна и популярна музика. Артистите изпълняват композиции на повече от десет езика по света, включително а'капела.
През 1989 г. Михаил Турецки създава и ръководи мъжкия хор в Московската хорова синагога, по-късно, през 1990 г., колективът прави своя дебют във филхармоничните зали на Талин и Калининград. С подкрепата на благотворителната организация „Джойнт“ се проведоха първите концерти на хора в Москва, Ленинград, Киев, Кишинев и други градове. „Мъжкият камерен еврейски хор“ под ръководството на Турецки по това време действа като локомотив за възраждането на интереса към еврейската музика, благодарение на което отново става достъпен за широк кръг слушатели и зрители.
Репертоарът в началото на кариерата му се различава от съвременния, в процеса на развитие и формиране е значително разширен. В продължение на почти 30 години художествената група успешно съчетава в работата си разнообразни жанрове: класическа, духовна, популярна, народна, авторска музика. От 2015 г. до 2018 г. общата публика на концертите, проведени в рамките на проекта „Песенен фестивал“ в 40 града на Русия и в 15 града на Казахстан, възлиза на повече от 4,5 милиона души.

## Проект „Празник на песента“
През 2014 г. художественият директор на художествената група „Турецки хор“ Михаил Турецки участва в творческа среща с руския президент Владимир Путин. По-късно инициативата на М. Турецки за осъществяване на проекта „Песенен фестивал“ е подкрепена от президента.
За първи път „Песенният фестивал“ се проведе през 2015 г., оттогава домакин на него са повече от 40 града на Русия, 15 града на Казахстан, а общата публика на концертите е около 4,5 милиона души. Турецки характеризира концертите на проекта като „народно караоке No 5“. Проектът се изпълнява от хор „Турецки“ и СОПРАН. Репертоарът варира от класически до съвременен, като песните се изпълняват на няколко езика, включително испански. През 7 г. по време на караоке концерт (публиката пее заедно с хора) в Ростов на Дон е поставен рекорд за публика: повече от 2015 хиляди души идват на театралния площад.
Концертите на акцията се провеждат с подкрепата на Министерството на културата на Руската федерация, в чужбина концертите се провеждат с подкрепата на Министерството на външните работи на Руската федерация.
През 2017 г. проектът „Песенен фестивал“ е удостоен с Държавната награда на правителството на Руската федерация, която е връчена на Турецки от заместник министър-председателя на Руската федерация Олга Голодец.

## Проект „Песни на победата“
Проектът „Песни на победата“ в други страни за удобство на чуждестранните зрители има второ име Unity Songs
„Песни на победата“ е миротворчески музикален проект на народния артист на Русия Михаил Турецки. Като формат тя съществува от 2015 година. Реализира се от творческите колективи „Турецки хор“ и СОПРАНО. Проектът се основава на изпълнението на патриотични песни и композиции, които имат универсално културно значение за представители на различни народи и държави. Целта на акцията: чрез музика да се съхрани историческата памет за събитията от Втората световна война. Репертоарът е представен главно от песни от военните години – и може да варира леко в зависимост от географията на изпълнението. Първото представление в рамките на проекта се състои през 2015 г. в Москва и съвпадна със 70-годишнината от Победата във Великата отечествена война. Концертът на хълма Поклонная събира рекордните 150 хиляди зрители.
През 2017 г. действието придобива международен характер: „Песни на победата“ са представени за първи път в чужбина, на един от централните площади на Берлин. Онлайн излъчването на концерта на Gendarmenmarkt събра над 8 милиона гледания. През 2018 г. географията на „Песните на победата“ се разширява значително, обхващайки осем държави. Представленията се провеждат на централните площади в Русия, Франция, Словения, Австрия, Германия, Беларус, Израел и САЩ. Според създателя на проекта Михаил Турецки, сега „Песните на победата“ са придобили характер на „културен маратон“. Акцията се провежда ежегодно с подкрепата на правителството на Москва, Министерството на външните работи и Министерството на културата на Руската федерация.

## Солисти
| Фото | Солист | Година на присъединяване |
|      | Михаил Турецкий – основател, лидер и артистичен директор на колектива, лиричен тенор. Завършва хоровото училище „Свешников“ и института „Гнесин“. Заслужил артист на Руската федерация (2002), народен артист на Руската федерация (2010). Лауреат на наградата на правителството на Руската федерация в областта на културата като автор и ръководител на мащабния национално-патриотичен проект „Песенен фестивал“. | 1989                     |
|      | Алекс Александров – драматичен баритон. Роден през 1972 г. в Москва. Завършва хоровото училище „Свешников“. Изявява се като асистент хореограф на колектива. Изпълнява композиции на ингуш, арменски, турски, азербайджански и редица други езици. Един от отличителните белези на хора е изпълнението на песните на Владимир Висоцки от Алекс. | 1990                     |
|      | Юджийн Кулмис – басо профундо – изключително рядък глас. Преди това е бил концертен директор на групата. Роден през 1966 г. в Копейск. Завършва Историческия факултет, теория и композиция на Института за музика и педагогика „Гнесин“ (сега Руска академия за музика „Гнесини“) със специалност „Музикознание“. Започва музикалната си кариера като пианист. Евгений Кулмис е автор на редица текстове и поетични преводи от репертоара на групата. Заслужил артист на Руската федерация (2022). | 1991                     |
|      | Евгений Тулинов – заместник-художествен ръководител на хора, драматичен тенор, заслужил артист на Руската федерация (2006). Роден през 1964 г. в Москва. Завършва Музикалния колеж на Московската консерватория и Института за музика и педагогика „Гнесин“ (сега Руска академия за музика „Гнесини“). В първите години на института пее на служби в църквата „Свети Йоан Воин“, е хормайстор в Двореца на културата „МЕЛЦ“, преподава в музикално училище и работи в „Мъжки камерен хор“ под ръководството на В. М. Рибин. | 1991                     |
|      | Михаил Кузнецов – мъжки сопран – много рядък мъжки глас. Заслужил артист на Руската федерация (2007). Роден през 1962 г. в Москва. Паралелно с музикалното училище пее в детския хор на Държавния академичен Болшой театър на Русия (Болшой театър) и Кремълския дворец на конгресите (КДС, сега ГКД). Участва във всички постановки на театъра, в които са използвани детски гласове. Завършва музикалния колеж „Гнесин“, Института за музика и педагогика „Гнесин“ (сега Руска музикална академия „Гнесин“). Работи в Московския държавен академичен камерен хор под ръководството на Владимир Минин и в Мъжкия хор на издателския отдел на списание „Московска патриаршия“. | 1992                     |
|      | Олег Бляхорчук – лиричен тенор. Роден през 1966 г. в Минск. Завършва Музикалния колеж „Глинка“ в Минск (сега Московски държавен институт по музика „Глинка“) и Беларуската държавна консерватория на името на А. В. Луначарски (сега Беларуска държавна музикална академия) със специалност хорово дирижиране. Работи в Хора на радиото и телевизията, където главен диригент е ученик на А. В. Свешников, народен артист на СССР В. В. Ровдо, след което се изявява като солист на концертния оркестър на Република Беларус под диригентството на Михаил Финберг. Олег Бляхорчук е мултиинструменталист, владеещ пиано, китара, акордеон и мелодика. | 1996                     |
|      | Борис Горячев – лиричен баритон. Роден през 1971 г. в Москва. Завършва хоровото училище „Свешников“, постъпва в Московската консерватория, откъдето по-късно се прехвърля в катедрата по хорово дирижиране на Института за музика и педагогика „Гнесин“ (сега Руска академия за музика „Гнесини“). Работи в Мъжкия камерен хор „Акатист“ под диригентството на А. В. Малютин, колективът изпълнява руска свещена музика. През 1995 г. започва работа в хор „Пересвет“, като в същото време се занимава със собствен проект – квартетът му изпълнява свещена и руска народна музика. Той почива на 15 юли 2021 година. | 2003                     |
|      | Игор Зверев – висок бас, (бас кантанто). Роден през 1968 г. в Шатура. Завършва Московската академия за култура и изкуство със специалност хорово дирижиране. Преди да се присъедини към хора, работи в Ансамбъла за песни и танци на Вътрешните войски на Министерството на вътрешните работи на Русия под ръководството на В. П. Елисеев, както и в Държавната академична симфония Капела на Русия. | 2003                     |
|      | Константин Кабо – баритон тенор и композитор. Роден през 1974 г. в Москва. Завършва хоровото училище „Свешников“, след това РАТИ (ГИТИС) със специалност музикален театрален актьор. Пее в мюзикълите „Норд-Ост“ (роли: Ромашов, Вълка Жуков, ансамбъл), „12 стола“ (роли: Безенчук, ансамбъл), „Ромео и Жулиета“ (роля: Тибалт), „Mamma Mia!“ (роли: Хари, Бил, ансамбъл). | 1990                     |
|      | Вячеслав Фреш – контра тенор. Роден през 1982 г. в Москва. Завършва Факултета по музика и изобразително изкуство на университета „Йоханес Гутенберг“ в Майнц (Германия). Докато учи в университета, той овладява не само историята на музиката, но и взима частни вокални уроци. | 2009                     |
|      | Павел Беркут – тенор. Роден през 1980 г. в Могильов. Завършва Държавния музикален колеж „Римски-Корсаков Могилев“, Държавната академия за театрално изкуство в Санкт Петербург (SPbGATI) със специалност „Артист на музикалния театър“, курса на заслужилия артист на Русия А.В. Петров. Работи в Детския музикален театър „През огледалото“, играе роли в пиесата „Принцът и просякът“ (роля: просякът Том Канти), в мюзикълите „Уестсайдска история“ (роля: Бернардо) и „Спин“ (роля: Даниел Джаксън). За ролята на Робинзон Крузо / Даниел Дефо в пиесата „Робинзон Крузо“ получи безвъзмездна помощ от губернатора на Санкт Петербург. В Държавния театър в Санкт Петербург „Карамфил“ играе ролята на Ги Фуше в мюзикъла „Шербурските чадъри“. В Московския детски вариететен театър играе Майстора в мюзикъла „Майстора и Маргарита“. В продукциите на Stage Entertainment Russia играе Дон Алехандро де ла Вега („Зоро“), Франц („Звукът на музиката“), Себастиан и Скутъл („Малката русалка“). | 2014                     |
|      | Ави Григорян – баритон. Роден през 1991 г. в Пятигорск. Завършва Краснодарския държавен институт за култура и изкуства със специалност поп и джаз пеене. Преди да се премести в Москва, той е солист на Краснодарската регионална филхармония. Заслужил артист на Кубан от 2014 г. | 200918                   |

## Избрана дискография
- 2017 – Хор Турецкого и SOPRANO „Новогодний концерт“, DVD
- 2017 – „С тобой и навсегда“, CD
- 2017 – „Песни Победы“, DVD
- 2016 – „Юбилейный концерт в Кремле. 25 лет“, DVD
- 2015 – „Лучшее!“, CD
- 2014 – „Мужской взгляд на любовь“, концерт в СК „Олимпийский“, DVD
- 2012 – „Всё о ней“, CD
- 2010 – „Юбилейный концерт 20/10 в Кремле“, DVD
- 2010 – „Музыка наших сердец“, CD
- 2009 – „Шоу продолжается“, DVD
- 2009 – „Музыка всех времён“, CD
- 2008 – „Аллилуйя любви“, CD и DVD
- 2007 – „Музыка всех времён и народов“, CD
- 2007 – „Москва – Иерусалим“, коллекционное издание, 2 CD (Еврейские песни, Еврейская литургия) + DVD (Концерт в Большом зале Консерватории, 1992 г.)
- 2006 – „Великая Музыка“, коллекционное издание: 2 CD + DVD
- 2006 – „Рождённые петь“, DVD
- 2006 – „Рождённые петь“, CD
- 2004 – „Когда поют мужчины“ (концерт в Москве), DVD
- 2004 – „Когда поют мужчины“ (концерт в Хайфе), DVD
- 2004 – „Такая великая любовь“, CD
- 2004 – „Звёздные дуэты“, CD
- 2003 – „Хор Турецкого представляет…“, CD
- 2001 – „Bravissimo“, CD
- 2000 – „Jewish Songs“, CD
- 1999 – High Holidays (еврейская литургия), CD